# 平庄镇 (岑巩县)
平庄镇，是中华人民共和国贵州省黔东南苗族侗族自治州岑巩县下辖的一个乡镇级行政单位。
2014年9月15日，贵州省人民政府批复同意撤销平庄乡建制，设置平庄镇，镇人民政府驻平庄村。

## 行政区划
平庄镇下辖以下地区：
平庄社区、平庄村、榜上村、师兆村、背鹅村、观仁冲村、亚林村、龙里村、后坪村和包东村。

## 中国传统村落
2013年8月，平庄村凯空组被评为第二批中国传统村落。